# Jesús Eduardo Zavala
Jesús Eduardo Zavala est un footballeur international mexicain né le 21 juillet 1987 à Monterrey. Actuellement avec le CF Monterrey, dans le Championnat du Mexique, il évolue au poste de milieu de terrain.

## Palmarès
- Championnat du Mexique :
  - Champion du Tournoi Apertura en 2009 et 2010
- Ligue des champions de la CONCACAF :
  - Vainqueur en 2011

- Vainqueur de la Gold Cup 2011